# Nętno
Nętno (niem. Nuthagen) – wieś sołecka w Polsce położona w województwie zachodniopomorskim, w powiecie drawskim, w gminie Drawsko Pomorskie. W latach 1975–1998 miejscowość administracyjnie należała do województwa koszalińskiego. W roku 2007 wieś liczyła 174 mieszkańców.
Wieś wchodząca w skład sołectwa: Lasocin.

## Geografia
Wieś leży ok. 11 km na północ od Drawska Pomorskiego, ok. 1,5 km na zachód od drogi wojewódzkiej nr 162, nad jeziorem Będargowo.

## Historia
W okolicy wsi i miejscowości Żółte, na wyspie pobliskiego jeziora Zarańskie, w 2003 roku archeolodzy pracujący pod kierunkiem dr. Ryszarda Kaźmierczaka odkryli na wyspie miejsce kultu z okresu przedchrześcijańskiego. Rok później, w położonym o kilka kilometrów dalej jeziorze Gęgnowskim (Gęgnowskim), natrafiono na fragmenty dwóch mostów łączących stały ląd z grodziskiem na wyspie na tym jeziorze, a wokół wiele zatopionych przedmiotów. Na podstawie badań dendrochronologicznych ustalono, że jeden z mostów wybudowany został 700 lat p.n.e.

## Zabytki
Do wojewódzkiego rejestru zabytków wpisany jest:
- kościół ewangelicki, obecnie pw. Matki Bożej Anielskiej szachulcowy z 1774 r., przebudowany w XIX wieku, filialny, rzymskokatolicki należący do parafii pw. św. Stanisława w Zarańsku, dekanatu Drawsko Pomorskie, diecezji koszalińsko-kołobrzeskiej, metropolii szczecińsko-kamieńskiej.

## Kultura
W Nętnie znajduje się szkoła podstawowa, nosząca od 2005 im. Jana Pawła II.